# 고전주의 음악

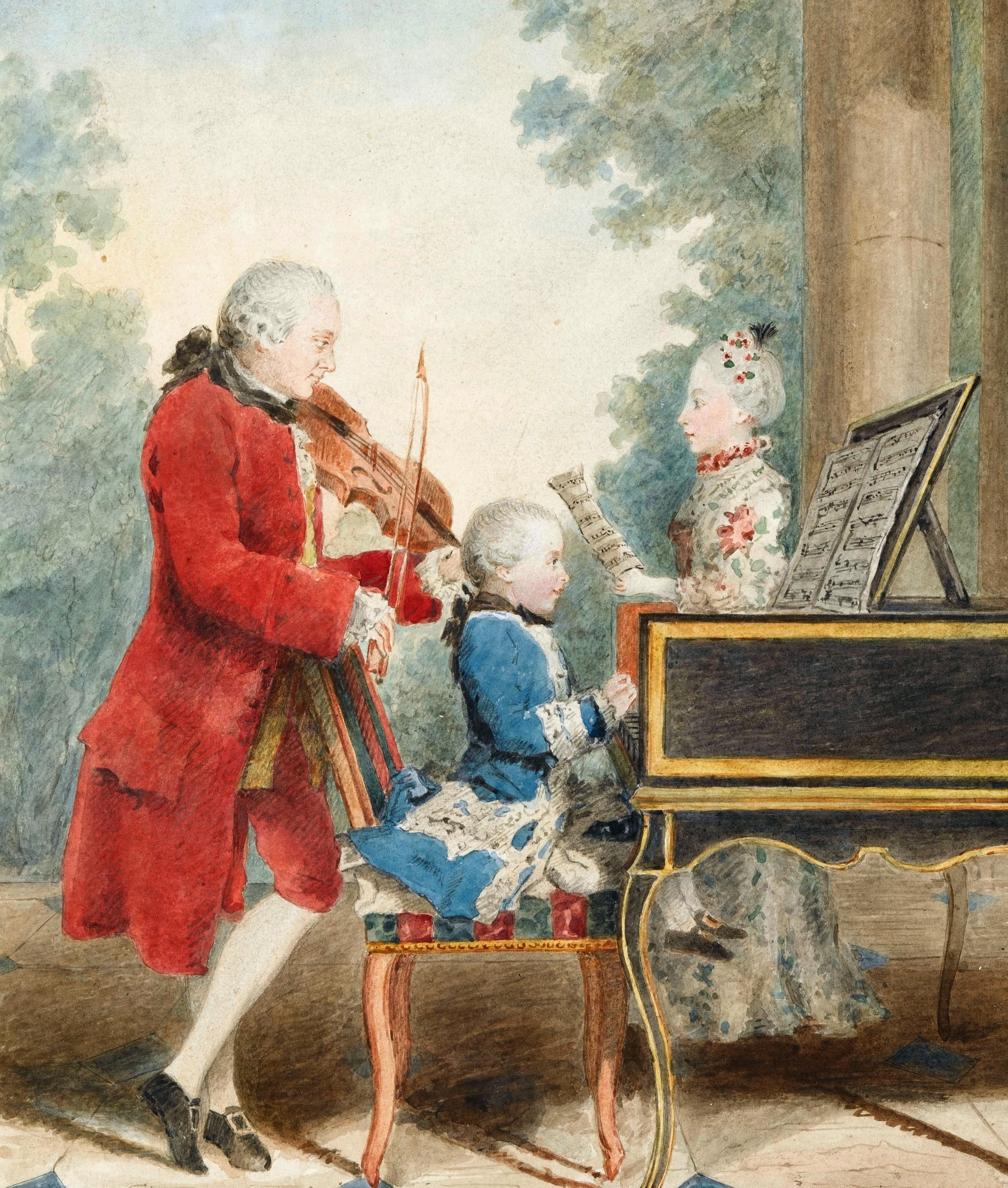

고전주의 음악(古典主義音樂, Classical Music)이란, 음악에서 1750년경부터 1810년경까지 주로 오스트리아 빈을 중심으로 발전한 서양음악사조를 말한다.
'고전'이라는 말뜻에는 '모범적 예술, 균형적 형식, 누구에게나 쉽게 이해되는 성격, 시대초월적 성격'이 포함되어 이미 질적인 가치를 함축하고 있다. 고전주의 음악의 개념을 처음으로 사용한 음악사학자는 루트비히 판 베토벤으로 하이든과 모차르트의 음악을 독일문학에서의 바이마르 고전주의를 모델로 삼아 고전적이라고 명명하였다. 음악에서 '고전(Klassik)'이라는 개념이 처음 나왔을 때는 시대 개념이 아니라, 하이든, 모차르트, 베토벤의 음악과 다른 음악을 구별하는 질적 개념으로 쓰였다. 이들의 교향곡이 1800년 초 음악회장의 모범적 레퍼토리로 고정되면서, 호프만(E.T.A Hoffmann)과 같은 사람들이 이를 기악음악의 절정으로 평가하였다. 반할, 보케리니, 클레멘티, 케루비니, 메율 등도 하이든, 모차르트, 베토벤과 같은 작곡 양식을 썼으므로, '고전'은 음악사에서 이들 전체를 통칭하는 시대 개념으로 쓰이게 된다.
고전파 음악은 '자연스러움', '단순성', '보편성'을 강조한 결과이다. '자연스러움'은 파악이 어려운 변화나 이론적 딱딱함을 가지고 듣기를 강요하지 않는, 감정적으로 자연스럽게 '같이 느끼게 하는' 방식을 추구하게 된다. '단순성'의 추구는 예술 음악의 출발점을 민요적인 것으로 삼게 한다. '보편성'은 세상 사람 누구나 알아들을 수 있는 세계성을 지향한다. 물론 이러한 생각은 초기에만 강력하였고, 시간이 지나면서 약화되어 베토벤과 같이 예술가의 독창성과 작품성이 강조된다.
고전파 음악의 특징으로는 주요 3화음을 중심으로 한 기능 화성법의 확립, 소나타 형식에서의 제1, 제2주제의 조성을 으뜸음과 딸림음과의 관계에서 파악하여 두 주제의 성격적 대비를 갖게 했다는 점, 그리고 주제를 유기적으로 전개하는 '주제노작(主題勞作)'원리의 확립, 2관편성의 오케스트라, 소나타 형식에 바탕을 둔 교향곡, 협주곡, 실내악곡, 독주곡과같은 악곡형식을 낳았다는 점 등을 들 수 있다.
바로크 시대와 고전파 사이에서 고전파에의 디딤돌 구실을 한 시대를 전 고전파(1720-1760경)라고 한다. 로코코 음악은 18세기의 화려한 궁정생활을 반영한 것이나 로코코 시대의 경쾌하고 우아한 양식을 '갈랑 양식'(gallant style)이라 하며 대위법적인 수법에서 화성적 수법으로의 이행을 나타내며 섬세하고 우아한 멜로디와 단순한 형식, 세속적이며 사교적인 성격을 지닌 소곡 등을 그 특징으로 한다. 이 양식을 전형적으로 나타낸 것이 18세기 중엽 프랑스의 클라브시니스트인 프랑수아 쿠프랭, 장 필립 라모, 다캥 등의 작품이다. 그리고 이 경향에서 18세기 후기에 북독일에서 빌헬름 프리데만 바흐나 칼 필립 엠마누엘 바흐, 게오르그 벤다, 요한 요아힘 크반츠 등에 의하여 대표되는 자연스럽고 풍부한 감정표출을 지향한 감정 과다양식이 일어났다.
또 1770년에서 1795년경 독일에서 발생한 헤르더, 괴테, 실러 등의 문학운동인 슈투름 운트 드랑(질풍노도양식)이 음악에도 영향을 미쳐 디나미크나 멜로디크, 관현악법에 두드러진 대조적 효과를 주었다. 슈베르트, 슈타미츠의 기악곡, 요한 프레데릭 라이히아르트, 첼터, 츰시티크 등의 가곡에서 그 예를 볼 수 있다. 빈에서는 게오르크 크리스토프 바겐자일 등이 교향곡의 악곡구성 면에서 기초를 이룩하였다. 그리고 만하임에서는 예술을 애호했던 선제후 카를 테오도르의 궁정에서 요한 벤젤 안톤 슈타미츠, 홀츠바우어, 리히터, 카나비히 등이 활발히 활동하였다. 빠름-느림-빠름의 3악장에 미뉴에트를 쓴 4악장의 악곡 구성, 제1, 2주제의 성격적 대비, 크레셴도, 디미누엔도, 포르테, 피아노 등의 음량변화, 관악기의 중시, 장식법 등이 고전파 음악에 대하여 많은 공적을 남기고 있다. 그 밖에 이탈리아에서는 스카를라티, 사키니 등의 쳄발로 소나타, 파리에서는 고세크, 런던에서는 크리스티안 바흐 등이 전기 고전파에 활약한 사람으로 유명하다.

## 초기의 고전파
18세기 중엽, 바흐와 헨델에 의하여 완성된 바로크 시대에서 하이든과 모차르트에 의한 새로운 정점이 이룩되기까지인 1720년부터 1780년경의 시기는 전고전파 또는 초기 고전파로 불리며 과도적인 성격이 뚜렷하게 난다. 고전파 음악의 발달은 주로 기악분야에서 이루어졌으나, 이 시기에는 소나타가 교향곡이나 실내악에서 알레그로－안단테－미뉴에트－알레그로의 4악장으로 된 구성으로 점차 고정되는 을 볼 수 있다 이 가운데 제1악장은 소나타 형식의 성장과 함께 비중이 증대하였고 제3악장에는 바로크 시대의 춤곡 형식이었던 미뉴에트가 자리를 차지하게 되었다. 오케스트라의 분야에서는 종래 통주저음 악기로 쓰이던 쳄발로가 없어지고 현악기를 주체로 하는 근대적인 2관편성의 형식이 형성되었다. 이에 따라 합주기술이나 음량변화, 악기법 등에서 새로운 표현이 개발되었다. 건반음악에서는 쳄발로나 클라비코드보다 피아노의 사용이 늘었다. 또한 이 시기에는 고전주의 음악을 형성하는 세 가지의 기본적 표현이 나타났는데, 첫째로는 음악상의 로코코 양식이라고도 할 수 있는 갈랑 양식(Gallant style), 두 번째로는 감정 과다양식, 세 번째로는 역시 같은 이름의 문학운동에 해당되는 것으로 생각되는 슈투름 운트 드랑이다. 이와 같은 새로운 양식은 이탈리아, 오스트리아, 만하임, 베를린, 파리, 런던 등에서 널리 자라났다.

## 빈 고전파
전고전파의 업적을 바탕으로 하여 빈을 중심으로 창작활동을 하여 하이든, 모차르트, 베토벤에 의하여 그 절정을 이루었다. 그 특징으로는 주요 3화음을 중심으로 하는 기능화성의 확립, 소나타 형식에서의 제1주제와 제2주제를 조성적, 성격적으로 대비시켜 포착했다는 점, 주제 재료를 유기적으로 전개시키는 주제노작 원리의 확립, 2관편성에 의한 오케스트레이션의 완성 등을 들 수 있다. 이와 같은 양식원리를 바탕으로 하여 이 시기에는 교향곡 외에 협주곡, 실내악도 현저한 발전을 보였다.

## 지역으로 본 고전파 양식
서구음악사에서 하나의 신기원을 이룬 고전파 양식의 발전을 위해 다양하고 활발한 움직임을 보인 음악가들을 지역적으로 살피면 크게 아래와 같다.

### 이탈리아
새로운 고전파 양식에 주요한 특징으로는 우선 이탈리아의 오페라나 오페라 심포니아, 합주곡 및 호모포닉한 선율이나 반주형을 지닌 클라비어 음악을 들 수 있다. 특히 니콜로 욤멜리(Jommelli, 1714-1774)는 오페라에서의 표정 풍부한 성악양식을 관현악에 써서 기악분야에서 새 국면을 개척하였다. 실내악이나 관현악 분야에서는 부드럽고 풍부한 울림의 페르골레시(1710-1736)의 선율법이나 소나타 형식에서 2개 주제에 대조성을 부여한 사마르티니(1700-1775), 교향곡의 제1악장 형식에 명확한 부분구성을 부여한 카프아 등의 업적이 있다.

### 오스트리아
오스트리아는 지역적으로 이탈리아와 북부 독일을 잇는 중개점에 있어 하이든이나 모차르트와 가장 밀접한 유대를 지니고 있다. 일찍이 1704년에 몬(1717-1750)이 미뉴에트를 포함한 4악장으로 된 교향악곡을 작곡한 바 있고, 그 밖에도 교향곡의 각 구성요소의 충족을 촉진시킨 작곡가로서 바겐자일(1715-77), 가스만(1729-1774) 등이 있다. 한편 만하임에서는 만하임 악파가 활동하였다.

### 베를린
북부 독일 악파가 프리드리히 대왕의 궁정을 중심으로 활약하였다. 작곡가로는 우수한 클라비어 음악을 저술한 제바스티안 바흐의 둘째아들 칼 필립 엠마누엘 바흐(1714-1788), 기악곡의 요한 요아힘 크반츠(1697-1773)와 요한 아돌프 하세(1699-1783), 그라운 형제(1702/03-1771/1759) 등을 들 수 있다. 보다 젊은 세대로는 피아노 반주에 의한 가곡을 작곡한 슐츠(1747-1800), 라이하르트(1752-1814), 첼터(1758-1832)가 있다.

### 파리·런던
프랑스에선 슈타미츠의 교향곡이 즐겨 연주된 것 외에 고세크(1734-1829)가 있다.
런던에서는 일찍부터 시민계급에서 음악회가 개최되었다. 클라비어 음악 및 교향곡의 대표적 작곡가로서는 크리스티안 바흐(1735-1782)가 있다. 또 바흐－아벨 연주회로 알려진 아벨(1723-1787)도 있다.

## 고전파 시대의 성악

### 18세기의 오페라
헨델은 영국에 귀화한 뒤 영국에서 이탈리아 오페라의 대표자로 간주되고 있었으나 그는 결코 개혁자가 아니며 기성의 형식을 활용하면서 하나의 정점을 쌓아올리고 있었다. 그의 오페라는 아리아에서 각개의 기분을 순수하게 추출하여 묘사함을 기초로 하고 정밀한 구축적 계획을 가지고 있으면서 이탈리아풍의 벨칸토 양식과 독일풍의 힘찬 내면 묘사를 단순하고 명쾌한 형식 속에서 결합시켜 갔다. 18세기의 이탈리아에서는 나폴리파가 바로 오페라 전성기를 맞이하고 있었다. 아리아와 레치타티보의 두 스타일은 분명히 분리되어 레치타티보에서는 극적인 전개가 이루어지며 정서표현은 아리아에서 나타나 있었다. 그 결과로 여러 가지 아리아의 형태가 생겨났으며 아리아가 오페라에서 큰 비중을 차지하게 되고 작품 전체의 구성에서 균형을 잃게 되었다. 또 명인예적인 기교를 가진 가수가 환영받아 점차로 가수의 기교 과시를 위한 오페라로 변화해 갔다. 시인인 츠에노와 메타스타지오에 의하여 비극적인 스타일의 오페라에서 코믹한 요소가 분리되자 코믹 오페라는 각국에서 각각 독자적인 스타일을 이룩해 나갔다. 즉 이탈리아의 오페라 부파, 프랑스의 오페라 코미크, 영국의 발라드 오페라, 독일의 징슈필 등이 그것이다. 이들은 모두가 흔히 있는 일들을 제재로 하여 단순하고 알기 쉬운 형식의 음악이 곁들여졌다. 크리스토프 빌리발트 글루크는 가수만능의 이탈리아 오페라에 대항해 음악은 시를 따라야 한다고 주장하고 가수가 기교를 과시하거나 필요 이상의 음악적 장식을 하는 것을 배제하며 표현력이 풍부한 레치타티보나 오케스트라, 또는 코러스 등의 표현력 증대 등으로 단순하고 자연스런 표현 속에서 극적 효과를 높이기 위한 시도를 했다.

### 베를린 가곡악파
베를린 가곡악파는 1753년 베를린의 변호사이며 작곡가인 크라우제의 <송가와 멜로디>로 시작되었다. 이 곡집에는 크반츠나 엠마누엘 바흐, 그라운들의 가곡이 포함되어 있었으며 제1기의 베를린 악파에는 프리드리히 대왕의 전속 음악가들, 즉 그라운, 벤다, 마르푸르크, 키른베르거 등이 있었다. 크라우제는 단순한 형식을 지닌 민요를 바탕으로 한 리트의 창작을 주장하였다. 이 시기의 리트는 독립된 클라비어 반주부를 갖고 있었으나 바흐는 게레르트의 종교시집을 작곡하여 우수한 작품을 남겼다. 제2기 베를린 악파에서는 슐츠, 요한 프레데릭 라이히아르트, 첼터 등이 대표자이나 그들은 크로프슈토크나 괴테, 실러 등 당시의 뛰어난 시에 곡을 붙여 리트를 간결한 형식에 의한 국민적인 가곡으로 승화시켰다.

## 고전파 시대의 기악

### 고전파의 소나타
소나타가 순환형식으로 '알레그로－안단테－미뉴에트－알레그로'의 4악장으로 고정된 것은 약 1770년의 일이다. 이것은 급·완·급의 3악장으로 되는 나폴리파의 심포니아파에 바탕을 두고 여기에 마지막부터 두 번째에 바로크 모음곡 가운데의 미뉴에트가 곁든 것으로 생각되고 있다. 이와 같은 고전파의 소나타에서는 제1악장이 소나타 형식을 취하여 소나타의 핵심을 형성한다. 제2악장은 템포가 완만한 리트 형식이며 제3악장의 미뉴에트는 이미 바로크 시대의 무용의 성격을 잃고 A-B-A(B는 트리오라 한다)의 3부형식을 취하고 있다. 끝악장은 급속한 템포에 의한 론도 형식과 소나타 형식으로서 소나타의 악곡 전체를 마무리짓는다. 4악장으로 된 고전파 소나타를 확립시킨 사람은 교향곡 분야에서는 만하임 악파의 슈타미츠, 오스트리아의 바겐자일, 몬, 슈레거, 시타르츠아 등이다. 이에 반하여 베를린 악파는 3악장제를 고집하였다. 소나타는 교향곡뿐만 아니라 고전파의 실내악이나 클라비어곡의 조구성이 되기도 했다.

### 협주곡
리토르넬로 형식은 고전파의 시대가 되면서 점차로 소나타 형식으로 대체되고 반주인 현악합주도 관현악으로 확대되었다. 그러나 한편에서는 급·완·급의 3악장 형식과 투티와 솔로가 교체하는 스타일은 바로크 이후에도 계속되고 있다 협주곡에서의 소나타 형식의 특징으로는 제시부에서 처음에 관현악이 두 주제를 원래 그대로 나타내고, 이어 솔로를 주체로 하여 본래의 제시(이번에는 제2주제가 딸림조로)가 반복된다. 또 재현부가 끝나고 코다에 들어가기 전에 관현악이 쉬고 솔로의 자유로운 카덴차가 삽입된다.

### 실내악
실내악은 바로크 시대의 통주저음 양식이 쇠퇴함과 동시에 종래의 트리오 소나타(바이올린2, 첼로와 통주저음 악기)를 주체로 하는 합주체에서 바이올린2·비올라·첼로로 이루어지는 현악4중주로 중심이 바뀌었다. 이 형식은 하이든에 의하여 확립되었다. 모차르트는 독자적인 색채감각이나 피아노의 숙달로 오히려 현악 5중주나 피아노를 포함한 중주에서 독특한 형태를 띠었다. 그러나 고전파의 실내악을 예술적 최고봉으로 이끈 사람은 바로 베토벤이었다. 그는 후기의 현악4중주곡에 소나타 형식과 함께 변주곡이나 푸가, 코랄의 수법까지 흡수하여 형식적 통일을 꾀함과 동시에 형식을 탈피하여 깊은 주관적 세계에까지 이르렀다. 이 밖에도 현악 3중주, 피아노가 있는 실내악에도 뛰어난 업적을 남겼다.

### 하이든과 모차르트, 베토벤
요제프 하이든은 18세기 후반의 빈 고전파에서 중심 인물 중의 한 사람으로 주로 교향곡이나 현악4중주곡 등의 기악형식의 완성에 공헌하였다. 또한 만년의 2개의 오라토리오나 미사곡에서도 뛰어난 업적을 볼 수 있다.
모차르트는 하이든보다 24세나 젊었음에도 불구하고 하이든과 어깨를 나란히 할 뿐만 아니라 서로 도움을 필요로 하는 중요한 위치를 차지하였다. 더구나 모차르트는 교향곡이나 현악4중주 등 순수기악 영역에만 머무르지 않고 기악과 성악, 종교와 세속을 가리지 않고 전작품 분야에 예술적 완성을 가져왔다. 모차르트는 천재적인 피아니스트로서 음악가의 경력을 시작하였으므로 당연히 작곡도 피아노 분야에서 시작되었으며 평생을 두고 피아노를 사랑하였다. 클라비어계는 당시 아직도 낡은 형태의 건반악기에서 새로운 피아노로의 과도기였으나 여기서 모차르트는 낡은 스타일을 연상시키는 갤런트 양식에서 베토벤적인 강력한 에너지를 응집시킨 작품까지 폭넓은 표현을 개척하였다. 전통적인 세레나데나 디베르티멘토 등의 기회음악은 당시 아직도 왕후귀족의 오락으로서 인기가 있었으나 모차르트의 초기에는 이러한 장르에서 훌륭한 작품이 나왔다. 물론 하이든이 철저하게 추구했던 교향곡이나 실내악 등 순수기악의 영역에도 그는 중요한 공적을 남기고 있다. 모차르트는 형식 면에서의 혁명가는 아니었으나 특히 빈 시대의 6곡, 그 중에서도 최후의 3대 교향곡(제39, 40, 41번 <주피터>)에서 고전 교향곡의 완성을 이끌어 베토벤의 길을 개척하였다. 그러나 모차르트의 이와 같은 다채로운 재능이 유감없이 발휘된 장르는 무엇보다도 오페라의 영역일 것이다. 그 중에도 빈에 정착한 후 작곡한 <후궁으로부터의 도주>에서 <마술 피리>에 이르는 오페라 부파와 징슈필의 계열에서 폭넓은 인간표현과 깊은 독자적 표현을 확립하였다. 대체로 예술세계에서의 창조자는 형식이나 어법 면에 새로운 경지를 개척하는 급진적인 혁명가와 이러한 형식이나 어법을 적용하고 순응하는 곳에서 독창적 정력을 발휘하는, 두 가지의 타입이 있다. 18세기 고전파의 쌍벽인 하이든이 전자에 속한다면 모차르트는 후자의 전형이라 할 수 있다.
베토벤은 시대적으로는 대체로 하이든, 모차르트에 가깝고 그들과 더불어 빈 고전파의 3대 거장으로 손꼽힌다. 그러나 한편으로 그가 낭만파 시대의 선구자인 것도 틀림없는 사실로 일생을 거의 전속악사로만 보낸 하이든이나 봉건적 질서에서 완전히 벗어나지 못한 모차르트에 비하면, 베토벤은 프랑스 혁명에 의한 해방적 시대를 배경으로 하여 활동하였다. 빈 고전파는 베토벤이 이룩한 음악의 형식적 완성과 내용의 숭고함 속에서 양식의 정점을 형성함과 동시에 낭만파의 시대로 접어들었다.

## 같이 보기
- 찰스 로젠

## 참고 문헌
홍정수, 김미옥, 오희숙 (1997). 《두길 서양음악사 2》. 파주: 나남출판. 89-300-3527-2.